# Neocorynurella cosmetor
Neocorynurella cosmetor är en biart som först beskrevs av Joseph Vachal 1911.  Neocorynurella cosmetor ingår i släktet Neocorynurella och familjen vägbin. Inga underarter finns listade i Catalogue of Life.